# Enoki-Klasse
Die Enoki-Klasse (japanisch 榎型駆逐艦 Enoki-gata kuchikukan) war eine Klasse von sechs Zerstörern der Kaiserlich Japanischen Marine, die während des Ersten Weltkrieges gebaut wurden und bis in die 1930er-Jahre in Dienst standen.

## Geschichte
Die Enoki-Klasse war eine verbesserte Version der Momo-Klasse mit verstärkter Bugkonstruktion und erhöhter Antriebsleistung, was zu einer Erhöhung der Verdrängung um 15 Tonnen führte. Sechs Einheiten wurden im Haushaltsjahr 1916 bewilligt und die Bauaufträge an die vier Marinewerften in Maizuru, Sasebo, Kure und Yokosuka vergeben, welche die Boote ab Oktober 1917 auf Kiel legten und bis April 1918 fertigstellten.

### Umbau zum Minensucher
Zwei Boote, die Enoki und Nara wurden zu Minensuchbooten umgebaut und am 1. Juni 1930 als Minensucherboot (Sōkaitei) Nr.10 und Nr.9 wieder in Dienst gestellt. Beim Umbau wurde die Bewaffnung auf zwei 12-cm-Geschütze reduziert und die Flugabwehr bestand aus zwei 7,7-mm Maschinengewehren des Typs 92.

## Liste der Schiffe
| Name         | Bauwerft             | Kiellegung       | Stapellauf        | Indienststellung | Verbleib                                                                                   |
| ------------ | -------------------- | ---------------- | ----------------- | ---------------- | ------------------------------------------------------------------------------------------ |
| Enoki (榎)   | Marinewerft Maizuru  | 1. Oktober 1917  | 5. März 1918      | 30. April 1918   | ab 1930 umbau zum Minensucher und als Nr.10 Sōkaitei bis 1938 in Dienst, danach abgewrackt |
| Maki (槇)    | Marinewerft Sasebo   | 16. Oktober 1917 | 28. Dezember 1917 | 7. April 1918    | 1. April 1932 außer Dienst gestellt und abgewrackt                                         |
| Keyaki (欅)  | Marinewerft Maizuru  | 16. Oktober 1917 | 15. Januar 1918   | 20. April 1918   | 1. April 1932 außer Dienst gestellt und abgewrackt                                         |
| Kuwa (桑)    | Marinewerft Kure     | 5. November 1917 | 23. Februar 1918  | 31. März 1918    | 1. April 1932 außer Dienst gestellt und abgewrackt                                         |
| Tsubaki (椿) | Marinewerft Kure     | 5. November 1917 | 23. Februar 1918  | 30. April 1918   | 1. April 1932 außer Dienst gestellt und abgewrackt                                         |
| Nara (楢)    | Marinewerft Yokosuka | 8. November 1917 | 28. März 1918     | 30. April 1918   | ab 1930 umbau zum Minensucher und als Nr.9 Sōkaitei bis 1938 in Dienst, danach abgewrackt  |

## Technische Beschreibung

### Rumpf
Der Rumpf eines Zerstörer der Enoki-Klasse war 85,8 Meter lang, 7,7 Meter breit und hatte bei einer Einsatzverdrängung von 1.118 Tonnen einen Tiefgang von 2,3 Metern.

### Antrieb
Der Antrieb erfolgte durch zwei Curtis-Turbinen mit vier Kampon-Dampfkesseln in Mischbefeuerung (Schweröl und Kohle), mit denen eine Gesamtleistung von 17.500 PS (12.871 kW) erreicht wurde. Die Leistung wurde an zwei Wellen mit je einer Schraube abgegeben. Die Höchstgeschwindigkeit betrug 31,5 Knoten (58 km/h). Es konnten 215 Tonnen Schweröl und 100 Tonnen Kohle gebunkert werden, was zu einer maximalen Fahrstrecke von 2.400 Seemeilen (4.445 km) bei 15 Knoten führte.

### Bewaffnung
Bei der Indienststellung bestand die Bewaffnung aus drei 12-cm-Geschützen mit Kaliberlänge 40 des Typ 41, diese Mittelpivotlafetten ohne Schilde waren in Mittschiffslinie – eines vor dem Brückenaufbau, eines zwischen den beiden Schornsteinen und eine hinter dem achteren Deckshaus – aufgestellt. Zur Flugabwehr befanden sich zwei 6,5-mm Maschinengewehre Typ 3 und als Torpedobewaffnung zwei Drillingstorpedorohrsätze im Kaliber 53,3 cm an Bord.

## Besatzung
Die Besatzung hatte eine Stärke von 110 Offizieren, Unteroffizieren und Mannschaften.